# Мухина, Елена Александровна
Елена Александровна Мухина (1907 — неизвестно) — передовик советского сельского хозяйства, бригадир молочной фермы № 2 подсобного хозяйства «Первомайское» хозяйственного управления Комитета государственной безопасности при Совете Министров СССР Ленинского района Московской области, Герой Социалистического Труда (1954).

## Биография
Родилась в 1907 году на территории Московской губернии в русской семье крестьянина. Завершив обучение в начальной школе, стала трудиться дояркой в совхозе «Первомайское» Московской области. Являлась ударницей первых пятилеток. В 1936 году была награждена орденом Ленина за высокие надои более 3500 килограммов молока в среднем на одну корову за 1935 год.
Позже возглавила бригаду доярок, которая по итогам работы в 1951 году получила от 87 коров по 6366 килограммов молока с содержанием 216,86 килограммов молочного жира в среднем от коровы за год.  
За достижение высоких показателей в животноводстве в 1951 году, Указом Президиума Верховного Совета СССР от 5 августа 1954 года Елена Александровне Мухиной было присвоено звание Героя Социалистического Труда с вручением ордена Ленина и золотой медали «Серп и Молот».
Этим же Указом ещё несколько тружеников данного хозяйства были удостоены высоких наград, в том числе две доярки из бригады Мухиной. 
В дальнейшем продолжала трудовую деятельность, показывала высокие результаты в труде. Неоднократно принимала участие в выставках достижений народного хозяйства.     
Проживала в посёлке Первомайский Нарофоминского района Московской области, ныне поселение в составе Троицкого административного округа города Москвы. Дата смерти не установлена.

## Награды
За трудовые успехи удостоена:
- золотая звезда «Серп и Молот» (05.08.1954),
- два ордена Ленина (22.02.1936, 05.08.1954),
- другие медали.